# Зиммерман, Дик
Дик Зиммерман (англ. Dick Zimmerman) — нью-йоркский художник, представитель фотореализма в живописи. Написал портреты более 200 самых знаменитых людей во всем мире, в том числе Мика Джаггера, Тома Круза и Николь Кидман.

## Биография
Родился в Нью-Йорке. Начал рисовать портреты с 7 лет и с детства постоянно развивал свое мастерство. В юношеском возрасте изучал основы живописи в школе визуальных искусств города Парсонс (штат Виргиния, а затем был зачислен в Университет Нью-Йорка, где получил степень бакалавра гуманитарных наук. Благодаря своим связям с учредителями государственного музея в Бруклине, становится все более известным и получает свои первые заказы.
Яркий, броский, глянцевый стиль, фотографическая реалистичность портретов нравятся его заказчикам, богатым и влиятельным людям. Поэтому популярность Дика Зиммермана растет, и он быстро обзаводится перспективными связями. Благодаря им Зиммерман получает возможность обучаться исследованию живописи и современного искусства в Париже, в знаменитом музее Орсе. В зрелом возрасте уже известный богемный художник, Дик Зиммерман много путешествует по Европе в целях совершенствования своей техники живописи. Он посещает студии в Париже, Лондоне и Милане. Начинает изучать искусство фотографии.
Вернувшись в Америку, он открывает собственную студию в Голливуде. Благодаря своей новаторской технике фотореализма, становиться самым популярным портретистом Голливуда. Он пишет портреты знаменитых шоу-менов, певцов, кинопродюсеров и режиссёров, актрис. Ему заказывали портреты Джейн Фонда, Том Круз, Аарон Спеллинг, Мик Джаггер и многие другие.
Большую известность ему принес портрет Сальвадора Дали и его супруги Галы, с которыми художник был знаком лично.
Знаменитый портрет Майкла Джексона, написанный Диком Зиммермана, стал обложкой альбома «Thiller» популярного певца.